# Samson et Dalila (Rubens)
Pour les articles homonymes, voir Samson et Dalila.
Samson et Dalila est un tableau du peintre baroque flamand Pierre Paul Rubens réalisé entre 1609 et 1610.
L'œuvre représente un épisode de l'Ancien Testament, l'histoire de Samson et Dalila (Livre des Juges, chapitre 16). Samson qui était tombé amoureux de Dalila lui révéla le secret de son immense force, sa longue chevelure. Le tableau de Rubens dépeint le moment où, s'étant endormi sur les genoux de Dalila, un serviteur se met à couper les cheveux de Samson. Par la suite, Samson qui est affaibli fut arrêté par des soldats Philistins que l'on aperçoit  à droite à l'arrière-plan du tableau.

## Symbolisme
La niche située derrière Dalila renferme une statue de Vénus, la déesse de l'amour, et son fils, Cupidon, ce qui semble symboliser le destin de Samson. La vieille femme qui se tient derrière éclaire et surveille la scène mais n'apparaît pas dans le récit biblique de Samson et Dalila. Les historiens de l'art la considèrent généralement comme une maquerelle qui représenterait l'avenir de Dalila. Le Philistin qui coupe les cheveux de Samson a les mains croisées, signe de sa tromperie. 
La scène est éclairée par des bougies qui mettent en relief l'abandon total de Samson, le point central du tableau étant par ailleurs la musculature puissante de son dos. On peut noter le contraste entre cette expression de force physique et la position presque fœtale du héros. Les deux personnages principaux se laissent faire et ce sont les personnages secondaires qui agissent.

## Histoire de l'œuvre

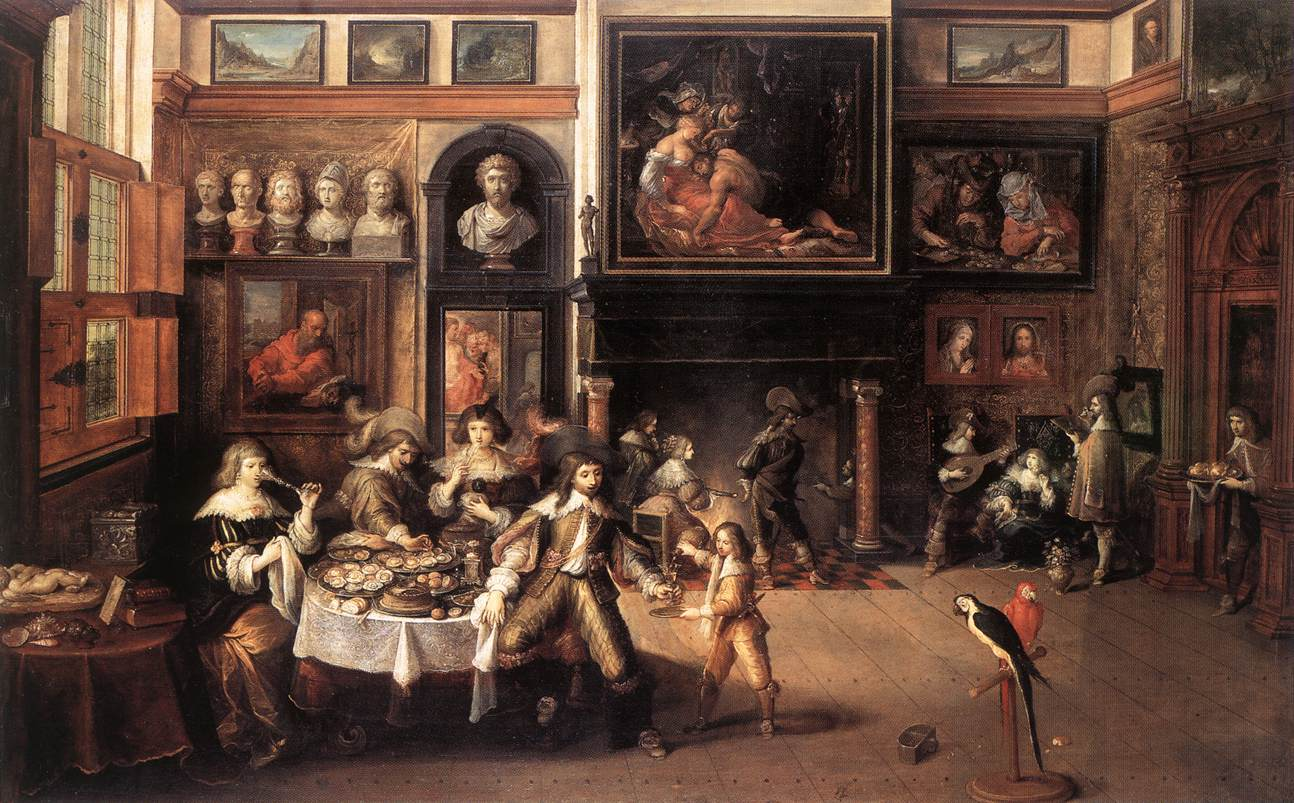
Dans ce tableau de Frans Francken II intitulé Le Souper dans la demeure du bourgmestre Rockox, le tableau de Rubens apparaît au-dessus de la cheminée.

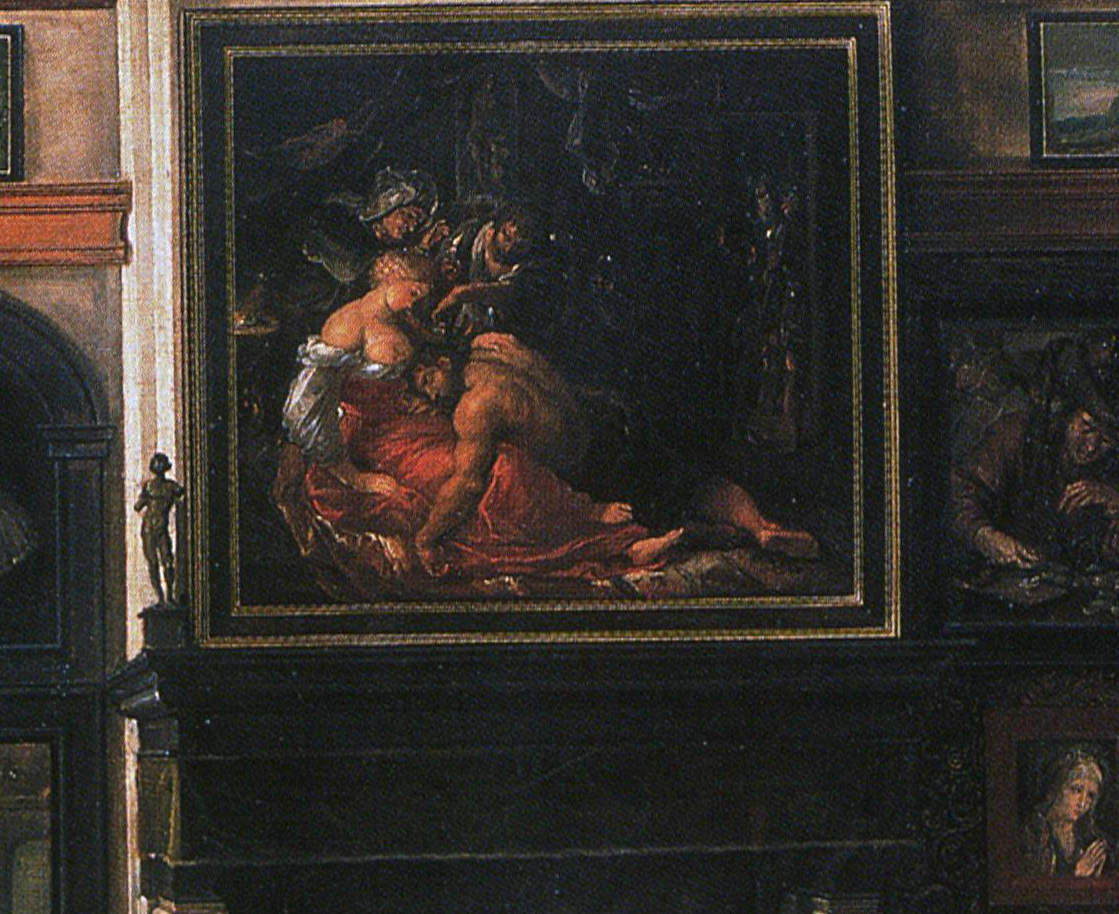
Détail du tableau de Francken.

Le tableau fut commandé à Rubens par Nicolaas Rockox Jr, un collectionneur d'art ami de Rubens et échevin d'Anvers en Belgique, pour décorer sa maison.
L'œuvre fut vendue lorsque Rockox décéda en 1640, pour finalement faire partie, au XVIIIe siècle, de la collection du Liechtenstein Museum à Vienne en Autriche, avec un autre chef-d'œuvre de Rubens, Le Massacre des Innocents. Le tableau fut vendu aux enchères en 1980 chez Christies, acheté par la National Gallery de Londres pour 5 millions de dollars, soit un peu plus de 3,2 millions d'euros.
Pendant longtemps, des doutes ont subsisté sur l'attribution du tableau à Rubens. Lorsque la famille princière du Liechtenstein acheta l'œuvre au début du XVIIIe siècle, le tableau était alors attribué à Jan van den Hoecke, l'un des nombreux élèves de Rubens dans son atelier d'Anvers. Par la suite, le tableau fut attribué au peintre néerlandais Gerrit van Honthorst qui, comme Rubens, travailla à Rome dans l'ombre du Caravage au début du XVIIe siècle. Au XXe siècle, l'artiste et érudite Euphrosyne Doxiadis, spécialiste des portraits du Fayoum, perpétua ce doute en remettant en cause l’authenticité de l’œuvre, avançant qu’elle aurait été peinte plusieurs siècles plus tard. Elle expliquait que le tableau différait par certains détails de ceux réalisés à l'époque de Rubens dans la mesure où il n'utilisait pas la technique de lustrage communément employée pour la peinture à l'huile à cette époque. Elle soulignait en outre qu'il n'existait aucun document sur la provenance de l'œuvre entre 1641 et 1929. 
Finalement, une datation par dendrochronologie a confirmé que le tableau datait bien de l'époque de Rubens et son attribution au Maître est désormais admise par la plupart des historiens de l'art.